# Michalovce
 Ovo je glavno značenje pojma Michalovce. Za Okrug pogledajte Okrug Michalovce.
Michalovce (mađ. Nagymihály, njem. Großmichel) je grad u Košičkom kraju u istočnoj Slovačkoj. Grad je upravno središte Okruga Michalovce.

## Zemljopis
Grad se nalazi u Košičkom kraju u Istočno slovačkoj nizini na rijeci Laborec, povijesno pripada županiji Zemplén. Grad je oko 60 km istočno od Košica i 35 km zapadno od ukrajinskoga grada Užgoroda. Geografska obilježja uključuju planinu Vihorlat i jezero Zemplínska šírava.

## Povijest
Prve naseobine na današnjem prostoru Mihalovca su bile u neolitiku. Slaveni su se naselili u ove krajeve u 5. stoljeću. U 9. stoljeću ova regija je ušla u sastav Velikomoravske Kneževine. Od 12 stoljeća grad je bio u sastavu Kraljevine Ugarske. Grad se znatno razvio u 18. i 19. stoljeću a od 1867. godine dobiva status velike zajednice i postaje glavni grad jednog distrikta u okviru okruga Zemplen. Nakon 1918. godine (potvrđeno Trijanonskim sporazumom) Mihalovce sa slovačkim ostatkom Zemplenskog okruga ulazi u sastav Čehoslovačke. U okviru samostalne Slovačke, Mihalovce se nalazi u okviru okruga Mihalovce.

## Stanovništvo
| Godina:     | 1993.  | 2003.   | 2013.   | 2023.    |
| ----------- | ------ | ------- | ------- | -------- |
| Broj ljudi: | 40 359 | 39 915  | 39 719  | 35 584   |
| Razlika:    |        | -1,10 % | -0,49 % | -10,41 % |

| Godina:     | 2022.  | 2023.   |
| ----------- | ------ | ------- |
| Broj ljudi: | 35 874 | 35 584  |
| Razlika:    |        | -0,80 % |

Po popisu stanovništva 1910. godine grad je imao 6.120 stanovnika i Mađari su bili većinsko stanovništvo.
Po popisu stanovništva iz 2007. godine grad je imao 39.948 stanovnika.

### Etnički sastav
- Slovaci - 94,57 %
- Romi - 2,24 %
- Česi -  0,73 %
- Ukrajinci - 0,47 %

### Religija
- rimokatolici - 53,92 %
- grkokatolici - 19,65 %
- ateisti - 9,73 %
- pravoslavci - 5,19 %

## Gradovi prijatelji
- Vyškov, Češka
- Sátoraljaújhely, Mađarska
- Jarosław, Poljska
- Villarreal, Španjolska

## Poznate osobe
- Gorazd Zvonický (1913. – 1995.), SDB, rimokatolički svećenik, pjesnik,  književni prevoditelj.[7]

## Vanjske poveznice
- Službena stranica grada

### Ostali projekti
|  | Zajednički poslužitelj ima još gradiva o temi Michalovce |